# Flateby
Flateby este o localitate din comuna Enebakk, provincia Akershus, Norvegia, cu o suprafață de 1,59 km² și o populație de 3.678 locuitori (2013).